# San Pablo de Lípez
San Pablo de Lípez es un municipio y localidad de Bolivia, capital de la provincia de Sud Lípez, ubicada en el suroeste del departamento de Potosí. Se encuentra a una altitud de 4291 m s. n. m.
Es el municipio menos densamente poblado de Bolivia, con una densidad de solamente 0,22 habitantes por km² (según el Censo INE 2012).
Para llegar a San Pablo de Lípez desde Tupiza en transporte público, existe un camión rutero o turnero (nombre con el que se le conoce), que ofrece el servicio de transporte de pasajeros, una vez por semana. El viaje tiene una duración de 5 horas aproximadamente. 
Es un pequeño poblado de casas de adobe, con una plaza principal y frente a ella, una iglesia.

## Ubicación
San Pablo de Lípez está ubicado en el extremo suroeste del país, ocupando la parte oeste y norte de la provincia de Sud Lípez en el suroeste del departamento de Potosí. Limita al norte con la provincia de Nor Lípez, al noroeste con la provincia de Enrique Baldivieso, al oeste y al sur con la República de Chile, al sureste con la República Argentina, al este con el municipio de San Antonio de Esmoruco, y al noreste con el municipio de Mojinete y la provincia de Sud Chichas.
La localidad de San Pablo de Lípez cuenta con varios accesos, siendo el principal la carretera San Pablo de Lípez – Tupiza, con una distancia aproximada de 170 km. Se encuentra a 253 km al sur de la capital departamental, la ciudad de Potosí, y a 42 km del límite con Argentina.

## Geografía

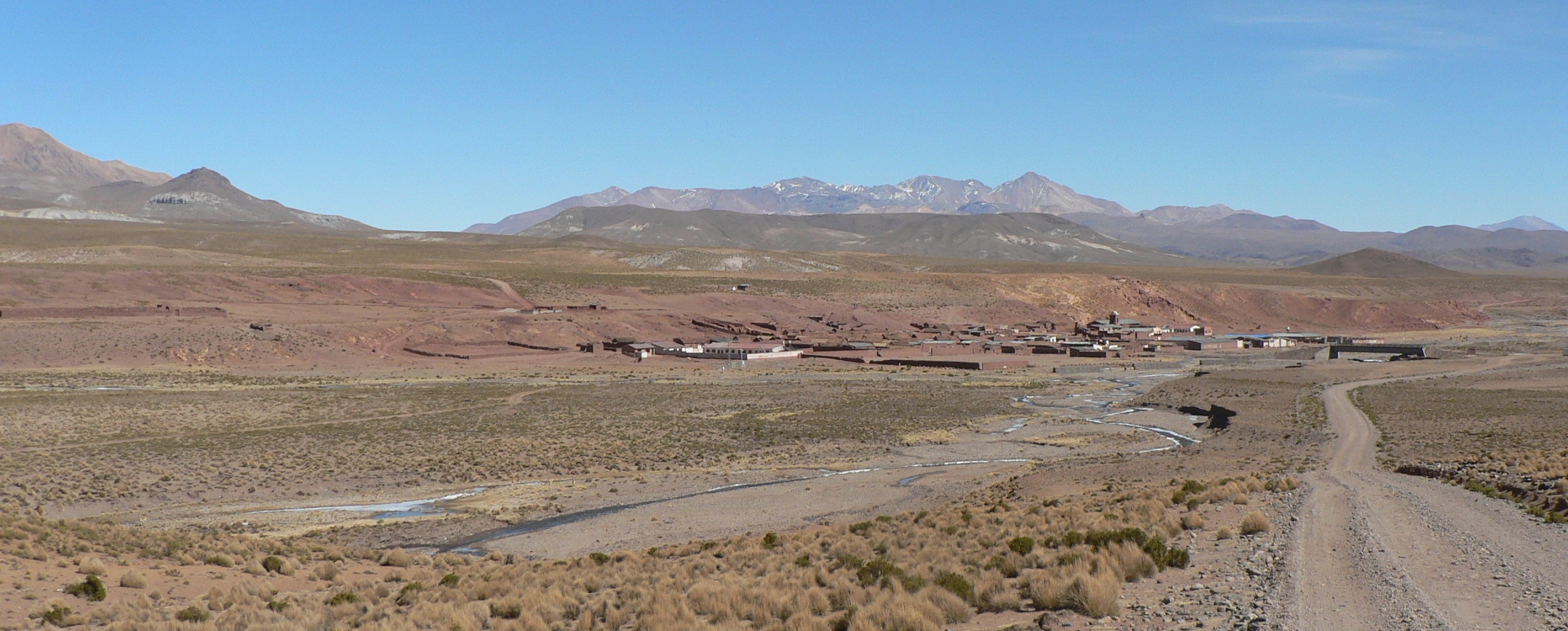
Vista del noreste a San Pablo de Lípez.

San Pablo de Lípez se encuentra en el Altiplano boliviano, entre las cadenas montañosas andinas de la Cordillera Occidental en el oeste y la Cordillera de Lípez en el este.

Al suroeste del municipio se encuentran numerosas lagunas de colores, siendo la Laguna Colorada una de las más famosas. Así mismo, en esa región del municipio se encuentra Sol de Mañana, que es un área de actividad geotérmica, caracteriza por tener intensa actividad volcánica, incluyendo fumarolas y géiseres.

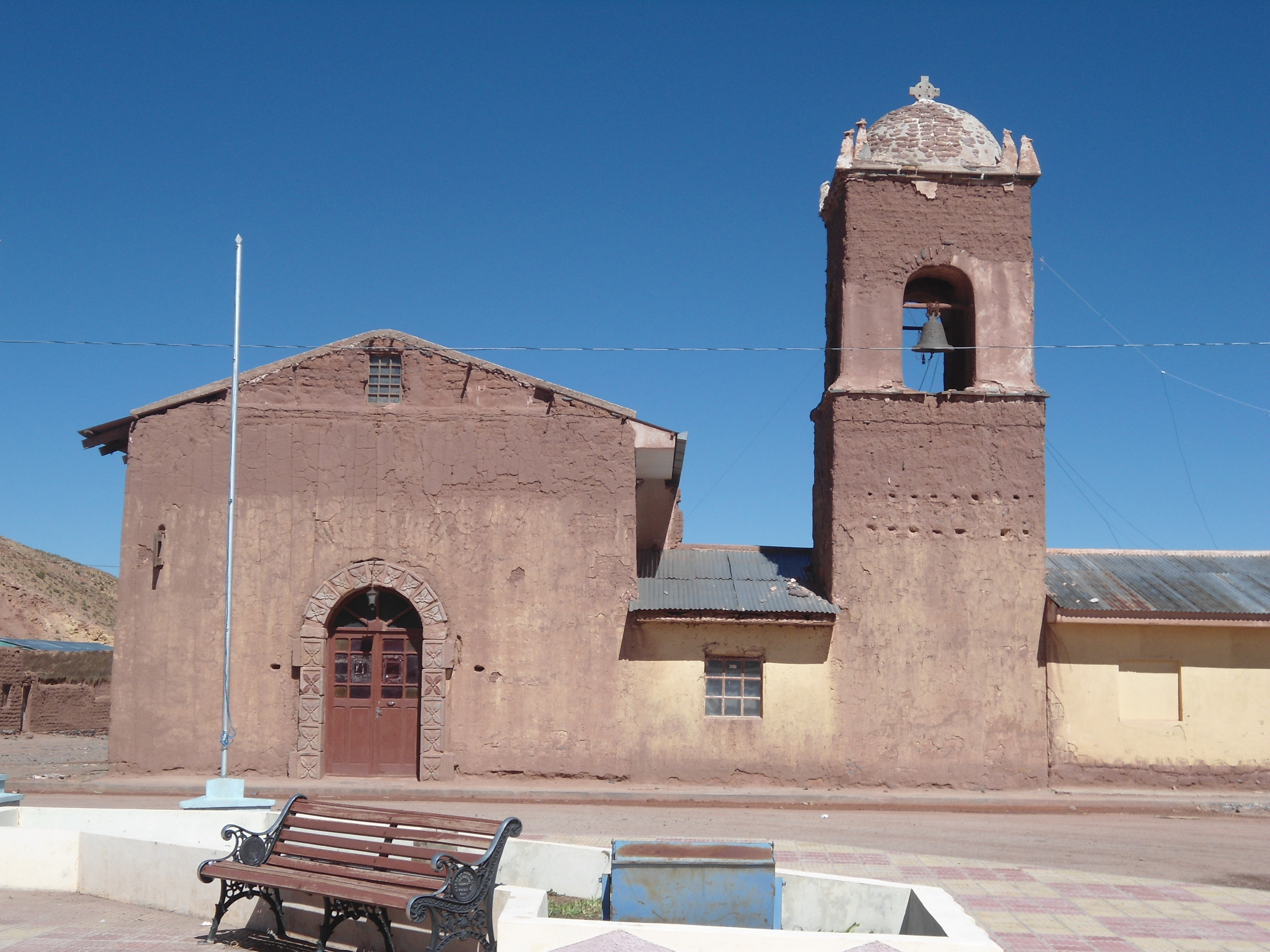
Iglesia de San Pablo de Lípez.

## Economía
La actividad principal de los pobladores de San Pablo de Lípez es fundamentalmente la ganadería o pecuaria (camélidos). En el sistema de producción pecuario, el rol de toda la familia es importante, el varón participa del cuidado de los animales y de su saneamiento, mientras las mujeres y los niños son los responsables del pastoreo. 
Las mujeres realizan trabajos de artesanías con lana de los camélidos como: chulos, ponchos, chalecos, guantes, etc. los que son para uso propio y para la venta.

## Demografía
De acuerdo con el censo boliviano de 2024, la población del municipio de San Pablo de Lípez es de 3 136 habitantes.
La población del municipio aumentó casi un tercio entre 1992 y 2024:
| Año  | Habitantes (municipio) | Habitantes (localidad) | Fuente                  |
| ---- | ---------------------- | ---------------------- | ----------------------- |
| 1992 | 2 412                  | 157                    | Censo boliviano de 1992 |
| 2001 | 2 523                  | 221                    | Censo boliviano de 2001 |
| 2012 | 3 371                  | 212                    | Censo boliviano de 2012 |
| 2024 | 3 136                  |                        | Censo boliviano de 2024 |

## Patrimonio
- Palacio Quemado (10 km de la comunidad).

## Clima
El clima de San Pablo de Lípez es semiárido frío (BSk), según la clasificación climática de Köppen.

### Precipitación histórica media mensual y anual en mm
| Localidad          | Altura | Ene  | Feb  | Mar  | Abr | May | Jun | Jul | Ago | Set | Oct | Nov  | Dic  | Año |
| ------------------ | ------ | ---- | ---- | ---- | --- | --- | --- | --- | --- | --- | --- | ---- | ---- | --- |
| San Pablo de Lípez | 4 256  | 95.6 | 72.7 | 43.6 | 1.7 | 1.1 | 1.4 | 3.0 | 2.1 | 1.9 | 4.4 | 14.9 | 56.1 | 298 |

Fuente: SENAMHI

## Transporte
San Pablo de Lípez se ubica a 457 kilómetros por carretera al suroeste de Potosí, capital del departamento homónimo.
Desde Potosí, la Ruta 5 conduce al suroeste por 208 kilómetros hasta llegar a Uyuni, y desde allí la Ruta 21 por otros 96 kilómetros hasta llegar a Atocha. Desde Atocha, una carretera rural conduce en dirección sureste a lo largo de la antigua vía del ferrocarril durante 23 km hasta Escoriani y luego abandona la vía en dirección suroeste. Después de 13 km se llega a Tatasi y tras otros 29 km se llega a San Vicente. Desde allí parte una carretera rural sin pavimentar en dirección suroeste, y llega a San Pablo de Lípez después de 88 km.